# St. Stephens
St. Stephens – jednostka osadnicza w Stanach Zjednoczonych, w stanie Alabama, w hrabstwie Washington. Od 1817 do 1819 było stolicą Terytorium Alabamy.